# حسن محمودی
حسن محمودی (زاده:۲۰ اسفند ۱۳۴۹در نجف آباد) روزنامه‌نگار و منتقد ادبی ایرانی.
وی دانش‌آموختهٔ رشته سینما با گرایش کارگردانی از دانشکده سینما و تئاتر است و در روزنامه‌های ایرانیان، مناطق آزاد، همشهری، شرق، روزگار، اعتماد، فرهیختگان در حوزهٔ ادب و هنر فعالیت داشت و هم اکنون در خبرگزاری کتاب ایران(ایبنا) به فعالیت رسانه‌یی خود ادامه می‌دهد.

## فعالیت‌های تئاتری
- کارگردانی نمایش باغ آروزها نوشته محمد چرمشیر در انجمن نمایش نجف آباد
- کارگردانی نمایش راز درخت مقدس نوشته داوود کیانیان در اصفهان و نجف آباد
- کارگردانی نمایش سیاه دوم نوشته احمد بیگدلی در اصفهان و نجف آباد
- سردبیری سایت ایران تئاتر از تأسیس تا سال ۱۳۸۶
- مسئول صفحات تئاتر در روزنامه‌های مناطق آزاد، همشهری، شرق، فرهیختگان

## آثار داستانی
- وقتی آهسته حرف می‌زنیم المیرا خواب است، مجموعه داستان، نشر آسا، ۱۳۷۶ (دربرگیرنده داستان‌های کوتاه: آبی آرام، بلوز آبی، وقتی آهسته حرف می‌زنیم المیرا خواب است، عیسی قلی، حکایت بز و درخت آسوریک، ما نمی‌دانیم)
- یکی از زنها دارد می‌میرد، مجموعه داستان، نشر نگاه، ۱۳۸۰ (در برگیرنده داستان‌های کوتاه: افسانه کلاغها، یکی از زن‌ها دارد می‌میرد، قصه‌ای کوتاه برای پری ناز، چهارده روایت از قتل شاعر قرن چهاردهم، همه یک روز زودتر می‌میرند، کورها تا حاشیه جاده آمده‌اند، خورخه و خاکستر مرد عاشق)
- کورها تا حاشیه جاده آمده‌اند، مجموعه داستان مشترک با نویسندگان معاصر، کتاب‌های ارغوانی
- از چهارده سالگی می‌ترسم، مجموعه داستان، نشر چشمه، ۱۳۸۸
- روضه نوح، رمان، نشر ثالث، ۱۳۹۳، کتاب سال مجله تجربه در سال ۱۳۹۳
- مارآباد، رمان، نشر آموت، (در انتظار مجوز)
- کتاب یونس، رمان، (از سه‌گانه روضه نوح)
- باد زن‌ها را می‌برد، مجموعه داستان، نشر نیماژ، (۱۳۹۴) منتخب جایزه داستان ایرانی
- گم و گور، رمان، نشر نیماژ، (از سال ۹۴ تا کنون در انتظار مجوز)
- پنه لوپه غمگین نیست، رمان، در دست نوشتن

## آثار پژوهشی
- خون آبی بر زمین نمناک، در نقد و معرفی بهرام صادقی، نشر آسا، ۱۳۷۷
- نقد و بررسی داستان‌های صادق چوبک، نشر روزگار، ۱۳۸۲-
- قصه‌های آبی، نشر هزاره سوم اندیشه، ۱۳۸۳